# Joey McIntyre

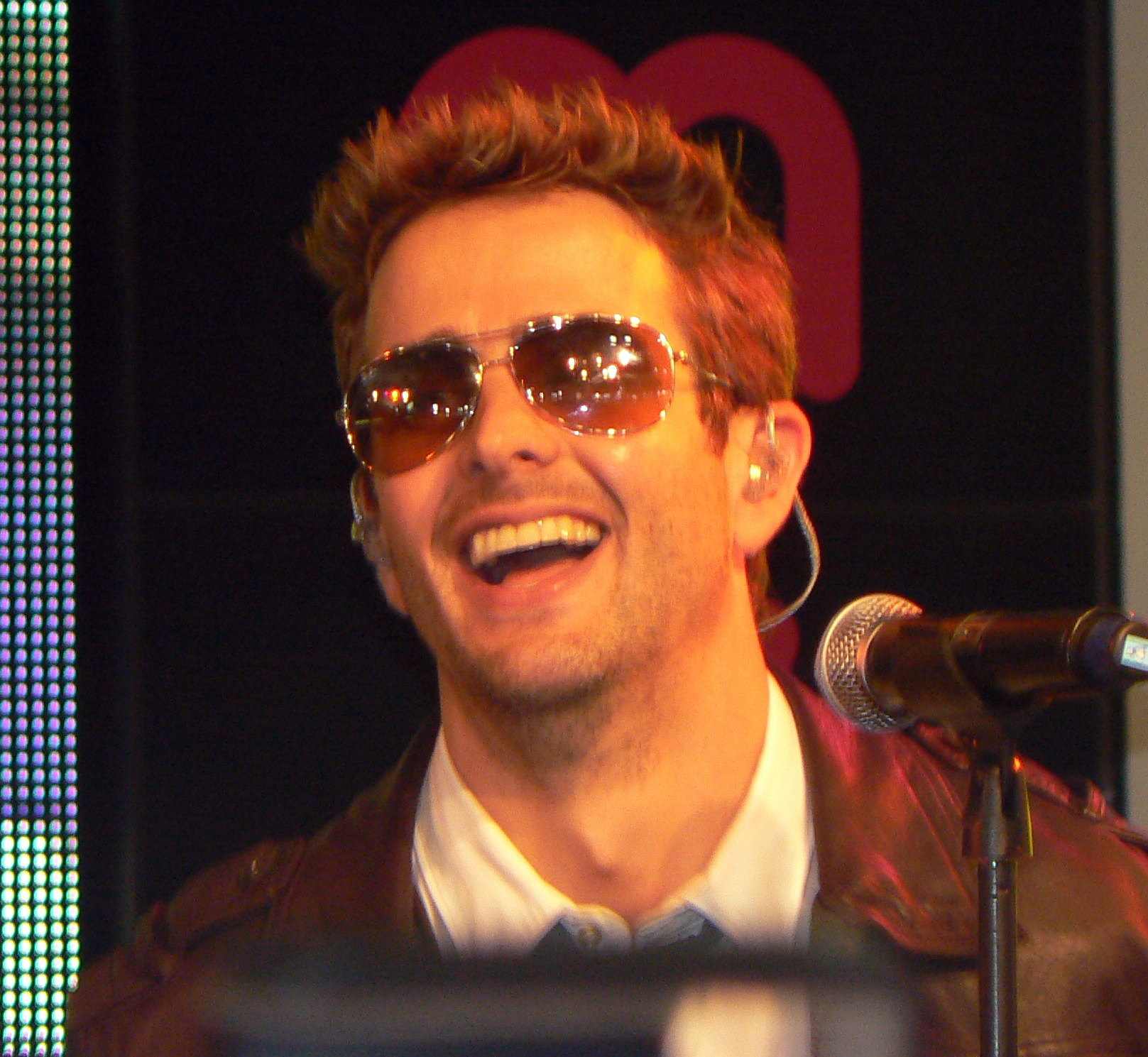
McIntyre in 2008

Joseph Mulrey McIntyre (of Joe McIntyre, Joey McIntyre) (Needham, Massachusetts, 31 december 1972) is een Amerikaans singer-songwriter en acteur. In Nederland is hij vooral bekend als het jongste lid van de groep New Kids on the Block (NKOTB).
McIntyre is de jongste van negen kinderen in een Amerikaans-Iers, katholiek gezin. Kort voor zijn 13e verjaardag werd hij lid van New Kids on the Block, ter vervanging van Jamie Kelly. De andere 4 leden van de groep kenden elkaar al van school, dus hij vond het eerst moeilijk om zijn plaats te vinden in de groep. New Kids on the Block werden echter een van de meest succesvolle boybands tot nu toe. De groep ging uit elkaar in 1994.
Na NKOTB hield McIntyre zich bezig met het schrijven van liedjes en zocht hij een platencontract. Hij maakte zijn acteerdebuut in de film The Fantasticks, die gebaseerd was op de langlopende gelijknamige musical. De film uit 1995, met als hoofdrolspelers Joel Grey en Jean Louisa Kelly, kwam 5 jaar later uit.
Omdat hij geen platencontract kreeg, gebruikte hij zijn eigen geld om zijn eerste soloplaat op te nemen : Stay the Same. Hij verkocht het op zijn website. Daarna nam hij zijn gelijknamige eerste single mee naar lokale DJ's in Boston, zodat het uiteindelijk toch gespeeld werd op de radio. Daardoor kon hij in 1999 een contract tekenen met Sony Music Entertainment, waar hij vroeger ook met NKOTB een contract had bij het label Columbia.
I Love You Came Too Late werd zijn tweede solohit.
Voor de film Southie nam McIntyre in 1999 het lied Remember Me op. In deze film speelde zijn vroegere collega Donnie Wahlberg mee.
In 2001 kwam zijn tweede soloalbum uit Meet Joe Mac. Dit album had één hit-single, Rain.
In 2002, deed hij een seizoen mee aan de populaire television show Boston Public. Het jaar erna, kwam zijn live akoestisch album uit One Too Many met Emanuel Kiriakou.
McIntyre trouwde met zijn vrouw Barrett op 9 augustus 2003, exact een jaar nadat ze elkaar ontmoet hadden. Zijn vierde solo-album kwam uit in 2004. 8:09 werd vooral beïnvloed door zijn vrouw. Verder dat jaar speelde hij ook nog in de film Tony n' Tina's Wedding, met als medespeelster Mila Kunis.
In 2005 speelde hij Fiyero, de mannelijke hoofdrol in de Broadway-musical Wicked. Hij deed ook mee aan het eerste seizoen van het reality-televisieprogramma Dancing with the Stars en behaalde er een derde plaats met zijn professionele danspartner Ashly DelGrosso.
Van 15 februari tot 12 maart 2006 en weer van 23 juni tot 13 augustus 2006 speelde Joe de rol van Fonzie in Happy Days, een musical gebaseerd op de televisieserie Happy Days.
Vanaf december 2006 neemt hij deel aan Dancing with the Stars - The Tour met acteur Joseph Lawrence, popster Drew Lachey en tv-sterren Lisa Rinna en haar echtgenoot Harry Hamlin.
McIntyre voltooide recent ook de opnames van On Broadway en bracht Talk to me, een album met covers, uit op 20 december 2006.

## Discografie

### Met New Kids on the Block
- 1986: New Kids on the Block
- 1988: Hangin' Tough
- 1989: Hangin' Tough Live
- 1989: Merry Merry Christmas
- 1990: Step by Step
- 1990: No More Games: The Remix Album
- 1994: Face the Music
- 1999: Greatest Hits
- 2008: The Block
- 2011: NKOTBSB
- 2013: 10

### Soloalbums
- 1998: Stay the Same (BNAlabel)
- 1999: Stay the Same (Sony Works release) -
- 2001: Meet Joe Mac (Madacy label)
- 2002: One Too Many: Live From New York
- 2004: 8:09
- 2006: Talk to Me
- 2009: Here We Go Again
- 2011: Come Home For Christmas

### Singles
- 1999: Stay the Same
- 1999: I Love You Came Too Late
- 2001: Rain
- 2004: L.A. Blue

## Theaterproducties
- 1995: Barking Sharks
- 2000-2001: Tick, Tick... BOOM!
- 2003: Tick, Tick... BOOM!
- 2005: Wicked (musical)
- 2006: Happy Days
- 2013: "The Kid"

## Films en series
- 1995 [uitgebracht in 2000]: The Fantasticks
- 1999: Stay the Same (videosingle)
- 2002-2003: Boston Public
- 2004: Tony 'n' Tina's Wedding
- 2006: On Broadway (film)
- 2011: New Years'Eve (film)
- 2012: Gastrol in CSI NY
- 2013: The Heat (film)
- 2016: Fuller House (1 aflevering)